# Thomas Giegerich
Thomas Giegerich (* 15. März 1959 in Wiesbaden) ist ein deutscher Rechtswissenschaftler. Er ist Professor für Europarecht, Völkerrecht und Öffentliches Recht an der Universität des Saarlandes sowie Kodirektor des Europa-Instituts Saarbrücken.

## Biografie
Thomas Giegerich studierte von 1978 bis 1984 Rechtswissenschaft an der Johannes Gutenberg-Universität Mainz. Von 1984 bis 1985 absolvierte er mit einem Fulbright-Stipendium ein Studienjahr an der University of Virginia und erwarb dort einen LL.M.-Abschluss. Während seines anschließenden Rechtsreferendariats in Mainz war er gleichzeitig als Assistent am völker- und europarechtlich ausgerichteten Lehrstuhl von Eckart Klein tätig. Im Sommersemester 1987 studierte er als Rechtsreferendar an der Deutschen Hochschule für Verwaltungswissenschaften Speyer.
Nach dem zweiten juristischen Staatsexamen wechselte er 1989 an die Ruprecht-Karls-Universität Heidelberg und ein Jahr später an das ebenfalls in Heidelberg ansässige Max-Planck-Institut für ausländisches öffentliches Recht und Völkerrecht. 1991 wurde er an der Universität Mainz mit einer Arbeit zur Privatwirkung der Grundrechte in den Vereinigten Staaten promoviert. Bis 1993 war er wissenschaftlicher Mitarbeiter am Bundesverfassungsgericht im Dezernat von Richter Paul Kirchhof. Von 1993 bis 2001 wirkte er erneut am Max-Planck-Institut in Heidelberg, an dem er unter Betreuung von Helmut Steinberger an seiner Habilitationsschrift zum europäischen Verfassungsrecht und dessen Verhältnis zur deutschen Verfassung arbeitete. 2001 habilitierte er sich an der Universität Heidelberg. Von 1996 bis 2002 war er Vertreter der wissenschaftlichen Mitarbeiter des Max-Planck-Instituts für ausländisches öffentliches Recht und Völkerrecht im Wissenschaftlichen Rat der Max-Planck-Gesellschaft.
Nachdem er zum Wintersemester 2001/2002 eine Lehrstuhlvertretung an der Johann Wolfgang Goethe-Universität Frankfurt am Main übernommen hatte, wurde er zum Wintersemester 2002/03 Professor für öffentliches Recht mit dem Schwerpunkt Europarecht und Völkerrecht an der Universität Bremen. Zum Sommersemester 2006 wechselte er auf eine Professur für öffentliches Recht mit dem Schwerpunkt Völkerrecht und Europarecht an der Christian-Albrechts-Universität Kiel, an der er zugleich Ko-Direktor des Walther-Schücking-Instituts für Internationales Recht wurde. Er war Mitherausgeber des German Yearbook of International Law und Beauftragter der Kieler Rechtswissenschaftlichen Fakultät für das Erasmus-Programm sowie für Fragen der Internationalisierung. Am Lauterpacht-Zentrum für internationales Recht der University of Cambridge verbrachte er 2007 ein Forschungsfreisemester. 2011/12 lehrte er als Visiting Professor an der School of Law der University of Edinburgh Völkerrecht. Als kooptiertes Vorstandsmitglied organisierte er die 72. Jahrestagung der Vereinigung der Deutschen Staatsrechtslehrer im Oktober 2012 in Kiel. Seit dem Wintersemester 2012/13 ist er Inhaber des Lehrstuhls für Europarecht, Völkerrecht und Öffentliches Recht an der Universität des Saarlandes und zugleich Ko-Direktor des Europa-Instituts Saarbrücken, Sektion Rechtswissenschaft. Dort gibt er die Zeitschrift für Europarechtliche Studien und zwei Schriftenreihen mit heraus. 2016 war er als Visiting Fellow im Law Department des European University Institute in Fiesole bei Florenz.
Thomas Giegerich hält regelmäßig Vorträge und Vorlesungen an ausländischen Universitäten (Frankreich, Italien, Japan, Russland, Türkei, USA, Vereinigtes Königreich und Volksrepublik China). Von 2008 bis 2014 war er im Rahmen der Beitrittsverhandlungen mit der Türkei als unabhängiger Experte für die Unabhängigkeit und Unparteilichkeit der Justiz für die Europäische Kommission tätig.
Von 2013 bis 2016 war Thomas Giegerich Inhaber eines Jean-Monnet-Lehrstuhls für Europarecht und Europäische Integration. Gegenwärtig koordiniert er den vom DAAD finanzierten „South East European-EU Cluster of Excellence in European and International Law“ (2015–2018). 2017 wurde ihm erneut ein Jean-Monnet-Lehrstuhl für Europäische Integration, Antidiskriminierung, Menschenrechte und Vielfalt zuerkannt. 2017 hat er für die Bundesrepublik Deutschland im Verfahren Ilnseher v. Germany (Nr. 10211/12 und 27505/14) vor der Großen Kammer des Europäischen Gerichtshofs für Menschenrechte plädiert.

## Forschungsgebiete
Die Forschungsschwerpunkte Thomas Giegerichs liegen im EU-Recht (insbesondere Verhältnis von europäischem und nationalem Verfassungsrecht, Grundrechtsschutz, auswärtiges Handeln der EU), im Völkerrecht (Menschenrechtsschutz, Völkervertragsrecht und friedliche Streitbeilegung) sowie in der Verfassungsvergleichung. In der Lehre ist er in erster Linie verantwortlich für die Ausbildung im Völker- und Europarecht einschließlich der Bezüge zum deutschen Recht. Er betreibt den Blog Jean-Monnet-Saar.

## Schriften (Auswahl)

### Als Autor
- Privatwirkung der Grundrechte in den USA : die State Action Doctrine des US Supreme Court und die Bürgerrechtsgesetzgebung des Bundes (= Beiträge zum ausländischen öffentlichen Recht und Völkerrecht. Bd. 104). Springer, Berlin 1992, ISBN 3-540-55483-1 (überarbeitete Dissertation, Universität Mainz, 1991).
- Europäische Verfassung und deutsche Verfassung im transnationalen Konstitutionalisierungsprozeß: Wechselseitige Rezeption, konstitutionelle Evolution und föderale Verflechtung. Springer, Berlin 2003, ISBN 3-540-00361-4 (Habilitationsschrift, Universität Heidelberg, 2001).

### Als Herausgeber
- mit Rüdiger Wolfrum: Einwanderungsrecht – national und international: Staatliches Recht, Europa- und Völkerrecht. Leske + Budrich, Opladen 2001, ISBN 3-8100-3181-X.
- The EU accession of Cyprus: Key to the political and legal solution of an „insoluble“ ethnic conflict? Proceedings of the international and interdisciplinary conference held in Bremen on 14th and 15th May 2004. Nomos, Baden-Baden 2006, ISBN 3-8329-1798-5.
- mit Andreas Zimmermann: Wirtschaftliche, soziale und kulturelle Rechte im globalen Zeitalter (= Veröffentlichungen des Walther-Schücking-Instituts für Internationales Recht an der Universität Kiel. Bd. 170).' Duncker & Humblot, Berlin 2008, ISBN 978-3-428-12882-2.
- A wiser century? Judicial dispute settlement, disarmament and the laws of war 100 years after the Second Hague Peace Conference (= Veröffentlichungen des Walther-Schücking-Instituts für Internationales Recht an der Universität Kiel. Bd. 173). Duncker & Humblot, Berlin 2009, ISBN 978-3-428-13040-5.
- mit Alexander Proelß: Bewahrung des ökologischen Gleichgewichts durch Völker- und Europarecht (= Veröffentlichungen des Walther-Schücking-Instituts für Internationales Recht an der Universität Kiel. Bd. 174). Duncker & Humblot, Berlin 2010, ISBN 978-3-428-13293-5.
- mit Alexander Proelß: Krisenherde im Fokus des Völkerrechts = Trouble Spots in the Focus of International Law (= Veröffentlichungen des Walther-Schücking-Instituts für Internationales Recht an der Universität Kiel. Bd. 176). Duncker & Humblot, Berlin 2010, ISBN 978-3-428-13420-5.
- Der „offene Verfassungsstaat“ des Grundgesetzes nach 60 Jahren: Anspruch und Wirklichkeit einer großen Errungenschaft (= Veröffentlichungen des Walther-Schücking-Instituts für Internationales Recht an der Universität Kiel. Bd. 177). Duncker & Humblot, Berlin 2010, ISBN 978-3-428-13418-2.
- Internationales Wirtschafts- und Finanzrecht in der Krise (= Veröffentlichungen des Walther-Schücking-Instituts für Internationales Recht an der Universität Kiel. Bd. 179). Duncker & Humblot, Berlin 2011, ISBN 978-3-428-13679-7.
- Herausforderungen und Perspektiven der EU (= Veröffentlichungen des Walther-Schücking-Instituts für Internationales Recht an der Universität Kiel. Bd. 181). Duncker & Humblot, Berlin 2012, ISBN 978-3-428-13936-1.
- mit Oskar Josef Gstrein und Sebastian Zeitzmann: The EU Between “an Ever Closer Union” and Inalienable Policy Domains of Member States. Baden-Baden 2014, ISBN 978-3-8452-5132-5.
- Mit Kerstin Odendahl: Räume im Völker- und Europarecht, Berlin 2014, ISBN 978-3-428-14591-1.
- mit Marc Bungenberg und Torsten Stein: Asyl und Migration in Europa – rechtliche Herausforderungen und Perspektiven. Baden-Baden 2016, ISBN 978-3-8487-3111-4.
- mit Desirée C. Schmitt und Sebastian Zeitzmann: Flexibility in the EU and Beyond – How Much Differentiation Can European Integration Bear? Baden-Baden 2017, ISBN 978-3-8487-3436-8.